# Jurinea mollissima
Jurinea mollissima là một loài thực vật có hoa trong họ Cúc. Loài này được Klokov mô tả khoa học đầu tiên năm 1951.